# Hamodes mandarina
Hamodes mandarina är en fjärilsart som beskrevs av John Henry Leech 1900. Hamodes mandarina ingår i släktet Hamodes och familjen nattflyn. Inga underarter finns listade i Catalogue of Life.